# Bad Königshofen im Grabfeld
Bad Königshofen im Grabfeld (amtlich: „Bad Königshofen i.Grabfeld“) ist eine Kleinstadt im unterfränkischen Landkreis Rhön-Grabfeld. Die 1974 zum Bad erhobene Kurstadt und ein anerkannter Ort mit Peloidkurbetrieb an der Fränkischen Saale liegt im Grabfeld zu Füßen der Haßberge und ist umgeben von den Naturparks Bayerische Rhön und Thüringer Wald.

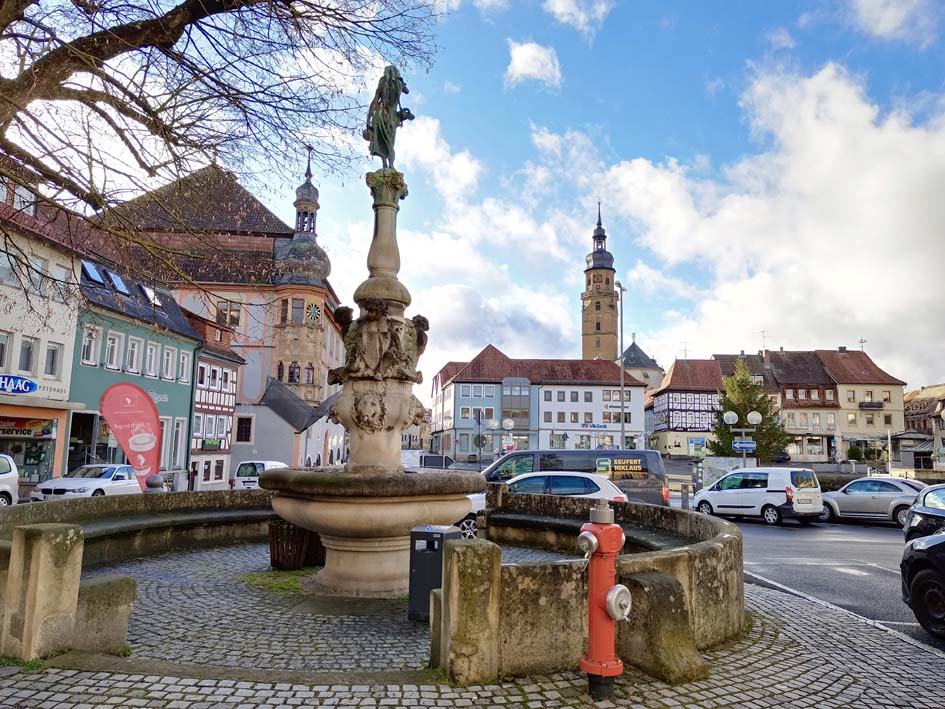
Marktplatz Bad Königshofen

## Geographie

### Gemeindegliederung
Es gibt 17 Gemeindeteile (in Klammern ist der Siedlungstyp angegeben):
- Althausen (Kirchdorf)
- Aub (Kirchdorf)
- Aumühle (Einöde)
- Bad Königshofen i.Grabfeld (Hauptort)
- Eyershausen (Kirchdorf)
- Gabolshausen (Kirchdorf)
- Göckesmühle (Einöde)
- Haumühle (Einöde)
- Ipthausen (Kirchdorf)
- Lustmühle (Einöde)
- Merkershausen (Pfarrdorf)
- Riedmühle (Einöde)
- Sambachshof (Einöde)
- Spitalmühle (Einöde)
- Untereßfeld (Pfarrdorf)
- Veitsmühle (Einöde)
- Zänkersmühle (Einöde)

### Gemarkungen
Es gibt die Gemarkungen Althausen, Aub, Bad Königshofen i.Grabfeld, Bundorfer Forst, Eyershausen, Gabolshausen, Ipthausen, Merkershausen und Untereßfeld.

## Geschichte

### Bis zum 18. Jahrhundert

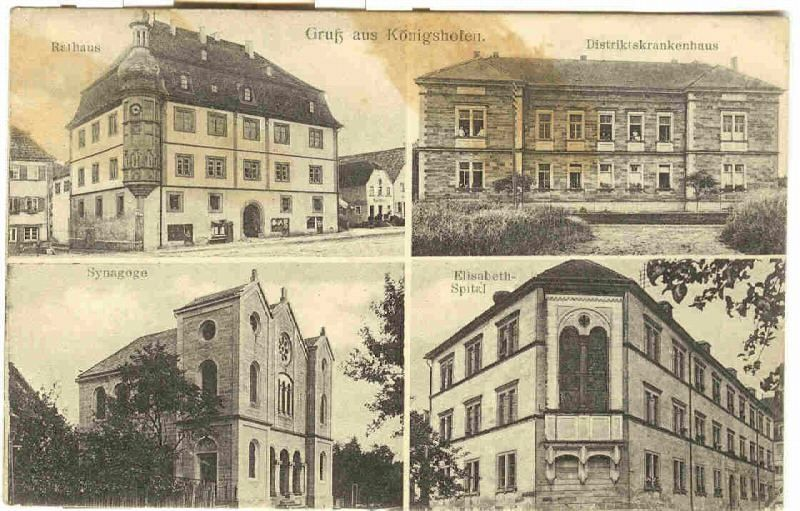
Historische Postkarte aus Bad Königshofen

Der Ort wurde bei der Schenkung des Hausmeiers Karlmann an das Bistum Würzburg, 742 erstmals urkundlich erwähnt. Allerdings war er bereits deutlich zuvor besiedelt. Dies zeigten Grabfunde aus der Zeit um 600 im Bereich der heutigen Festungstraße. In dem Gräberfeld sind teils christliche und teils heidnische Bestattungen vorhanden. Zu den Grabbeigaben zählten unter anderem ein Langschwert und diverse Tonwaren. Eine noch ältere Siedlung, die im 4. Jahrhundert bewohnt war, wurde an der Bamberger Straße nachgewiesen.
Während der Zeit der Stammesherzogtümer lag der Ort im Herzogtum Franken. Die Verleihung der Stadtrechte erfolgte in der Zeit um 1235. Königshofen war ab 1200 Eigentum der Grafen von Henneberg und kam durch zwei Erbteilungen der Linie Henneberg-Schleusingen in den Jahren 1347 und 1353 an die Erbtochter Elisabeth von Henneberg-Schleusingen († 1389), welche mit Graf Eberhard II. von Württemberg verheiratet war. Das 1131 von Gotebold II. von Henneberg gegründete Kloster Veßra hatte im Jahr 1219 Güter in einigen Orten um Köngishofen erworben. Eberhard II. verkaufte den Ort 1354 an das Hochstift Würzburg. Die Würzburger Bischöfe bauten Königshofen zu einer Festung aus.
Die Grafen von Henneberg-(Aschach-)Römhild erwarben die Burg und das Amt Königshofen im Jahr 1400 pfandweise, 1412 durch Kauf vom Hochstift Würzburg zurück. Im Jahr 1485 erfolgte die erste Teilung in der Römhilder Linie, wobei Königshofen an den römhildischen Teil unter Graf Friedrich II. von Henneberg-Aschach († 1488) fiel. Der Ort kam später durch Wiedereinlösung des Pfands an das Hochstift Würzburg zurück. Danach wurde die Stadt Sitz eines bischöflichen Amtmanns. Für das Jahr 1603 ist ein mittelalterliches Leprosorium in Bad Königshofen nachgewiesen, das Siechhaus genannt wurde.
Am 7. Oktober 1631 standen die Schweden unter Gustav II. Adolf vor der Festung Königshofen, die am 10. Oktober übergeben wurde. In den Jahren 1631 bis 1635 war Königshofen von den Schweden besetzt. Nach 1650 wurde die Stadt zu einer starken bastionären Festung ausgebaut.

### Seit dem 19. Jahrhundert

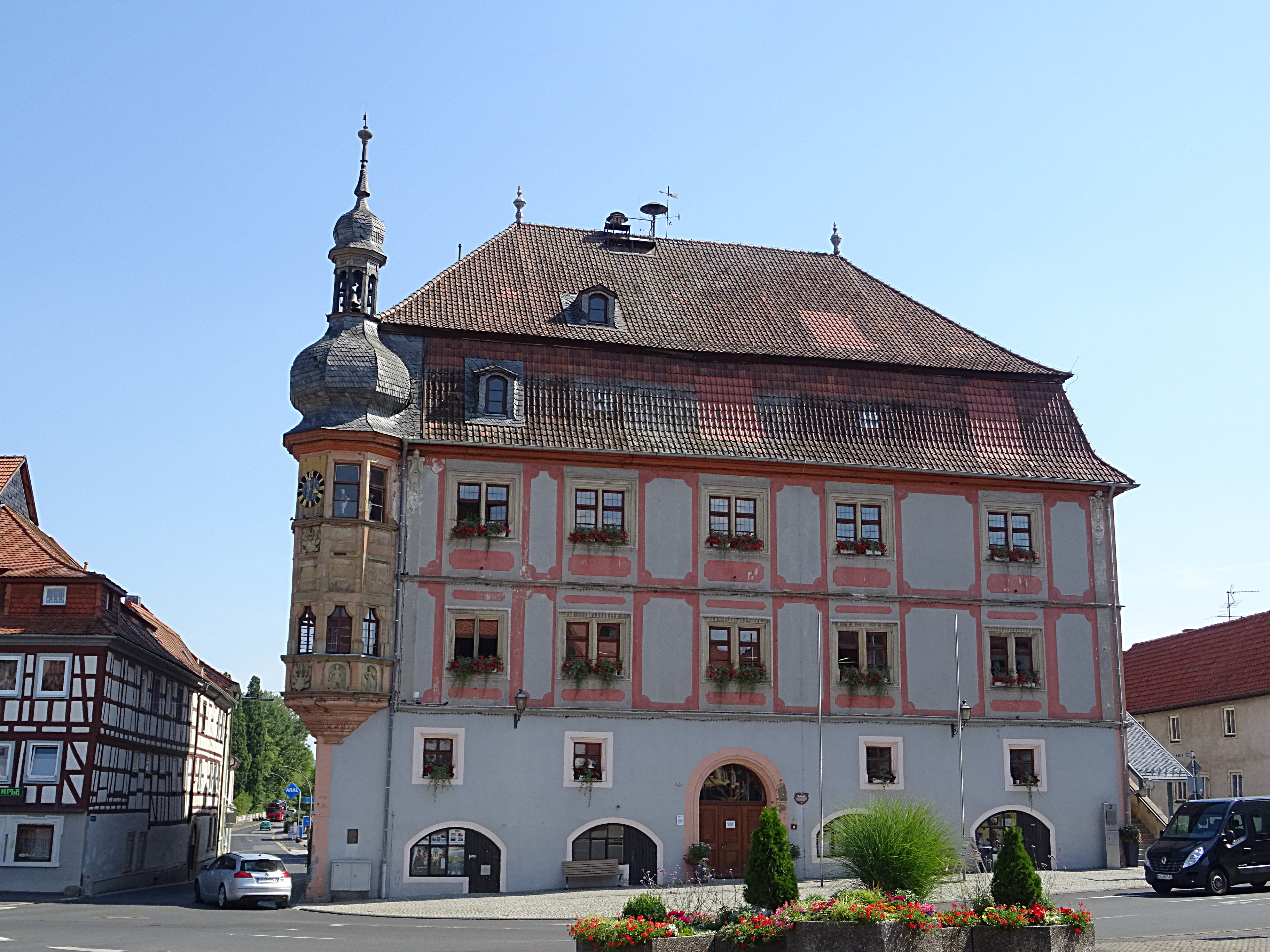
Rathaus Bad Königshofen

Als Teil des Hochstiftes Würzburg, das zum Fränkischen Reichskreis gehörte, wurde das Amt Königshofen 1803 zugunsten Bayerns säkularisiert und im Frieden von Preßburg (1805) Erzherzog Ferdinand von Toskana zur Bildung des Großherzogtums Würzburg überlassen. Mit diesem fiel es 1814 endgültig an das Königreich Bayern und wurde Sitz eines Landgerichts.
Im Jahr 1893 wurde die Stadt mit der Grabfeldbahn an das Eisenbahnnetz angeschlossen. Seit 1894 führte sie den Namen Königshofen im Grabfeld. Beim Novemberpogrom 1938 wurde die Synagoge geschändet und nach dem Krieg weitgehend abgerissen. Am 1. Juli 1972 wurde der Landkreis Königshofen im Grabfeld aufgelöst. Am 14. September 1974 wurde die Stadt zum Bad erhoben.

### Eingemeindungen
Im Zuge der Gebietsreform in Bayern wurden am 1. Januar 1972 die Gemeinden Gabolshausen, Ipthausen und Untereßfeld eingegliedert. Am 1. April 1972 kam Eyershausen hinzu. Althausen folgte am 1. Juli 1972. Merkershausen wurde am 1. Juli 1976 eingegliedert. Die Reihe der Eingemeindungen wurde mit der Eingliederung von Aub am 1. Mai 1978 abgeschlossen.

### Einwohnerentwicklung
| Bevölkerungszahlen | Bevölkerungszahlen | Bevölkerungszahlen | Bevölkerungszahlen | Bevölkerungszahlen | Bevölkerungszahlen | Bevölkerungszahlen | Bevölkerungszahlen | Bevölkerungszahlen | Bevölkerungszahlen | Bevölkerungszahlen | Bevölkerungszahlen | Bevölkerungszahlen | Bevölkerungszahlen |
| ------------------ | ------------------ | ------------------ | ------------------ | ------------------ | ------------------ | ------------------ | ------------------ | ------------------ | ------------------ | ------------------ | ------------------ | ------------------ | ------------------ |
| Jahr               | 1840               | 1900               | 1939               | 1950               | 1961               | 1970               | 1987               | 1991               | 1995               | 2005               | 2010               | 2015               | 2018               |
| Einwohner          | 3840               | 3895               | 4231               | 6231               | 5610               | 5715               | 5901               | 6540               | 6946               | 7063               | 6907               | 6034               | 5984               |

Im Zeitraum 1988 bis 2018 stagnierte die Einwohnerzahl, konkret stieg sie geringfügig von 5973 auf 5984 um 11 Einwohner bzw. um 0,2 %. 2004 hatte die Stadt 7084 Einwohner.

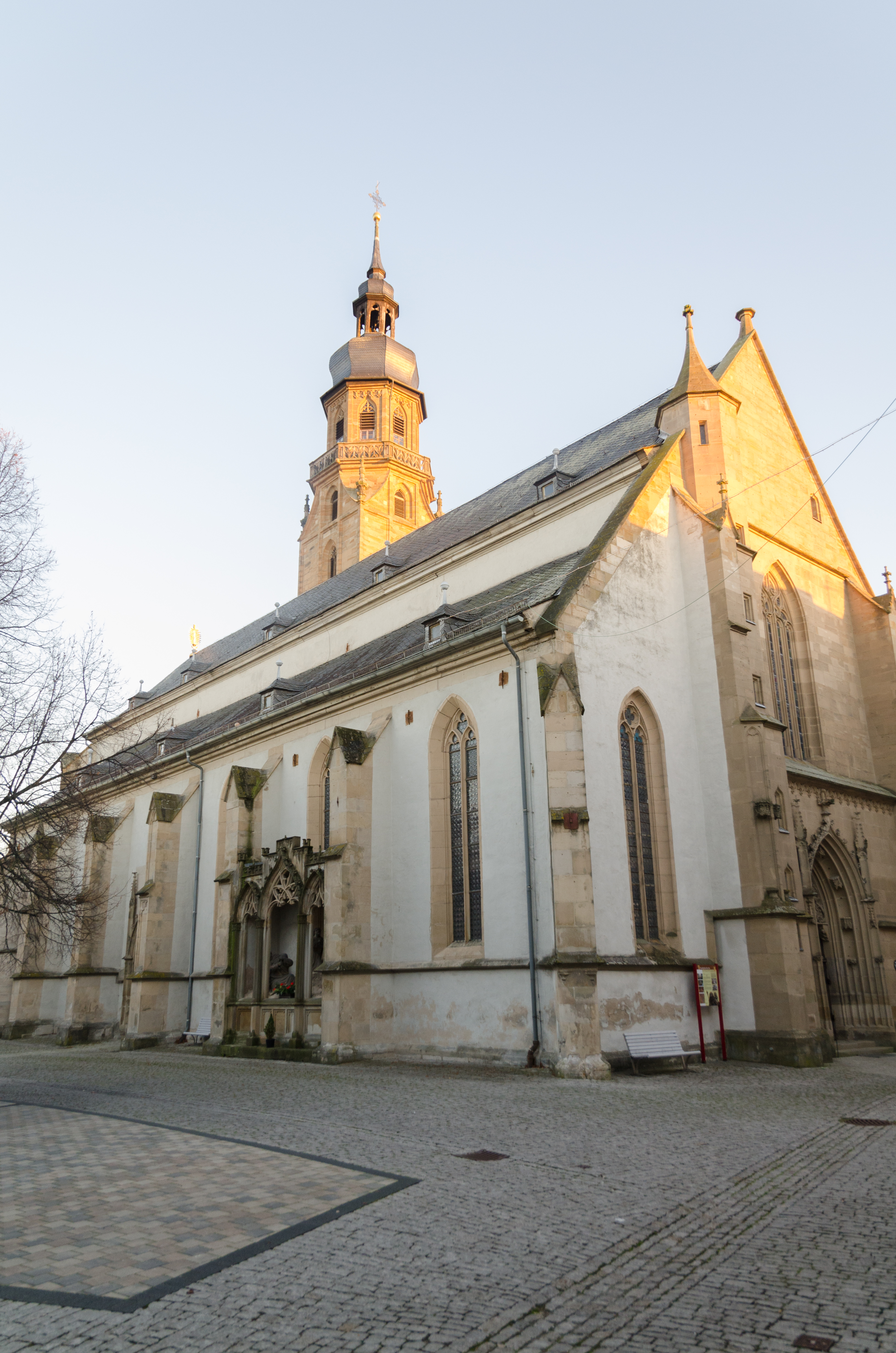
Stadtpfarrkirche Mariä Himmelfahrt

Quelle: BayLfStat

## Politik

### Stadtrat
Die Kommunalwahl am 15. März 2020 führte zu folgender Zusammensetzung des Stadtrats von Bad Königshofen:
| Partei/Liste                  | Stimmenanteil | Sitze | G/V |
| ----------------------------- | ------------- | ----- | --- |
| CSU                           | 23,75 %       | 5     | ± 0 |
| SPD                           | 07,18 %       | 1     | − 1 |
| Grüne                         | 04,50 %       | 1     | ± 0 |
| Team 2020                     | 14,76 %       | 3     | + 3 |
| Block Freier Wähler           | 11,75 %       | 2     | ± 0 |
| Liste Merkershausen           | 10,07 %       | 2     | ± 0 |
| Liste Eyershausen             | 6,96 %        | 1     | − 1 |
| Liste Althausen               | 5,62 %        | 1     | ± 0 |
| Liste Untereßfeld             | 4,85 %        | 1     | ± 0 |
| Bürgerblock der Stadtteile    | 4,68 %        | 1     | − 1 |
| Aktive Bürger Bad Königshofen | 3,32 %        | 1     | ± 0 |
| Junge Liste                   | 2,55 %        | 1     | ± 0 |

G/V: Gewinn oder Verlust gegenüber der Wahl 2014
Die Wahlbeteiligung lag bei 67,41 %.

### Bürgermeister
Erster Bürgermeister, der qua Amt ebenfalls dem Gemeinderat angehört, ist Thomas Helbling (CSU). Dieser erreichte bei der Wahl am 16. März 2014 87,2 % der abgegebenen gültigen Stimmen. Bei der Kommunalwahl 2020 wurde er mit 57,42 % der gültigen Stimmen im Amt bestätigt.

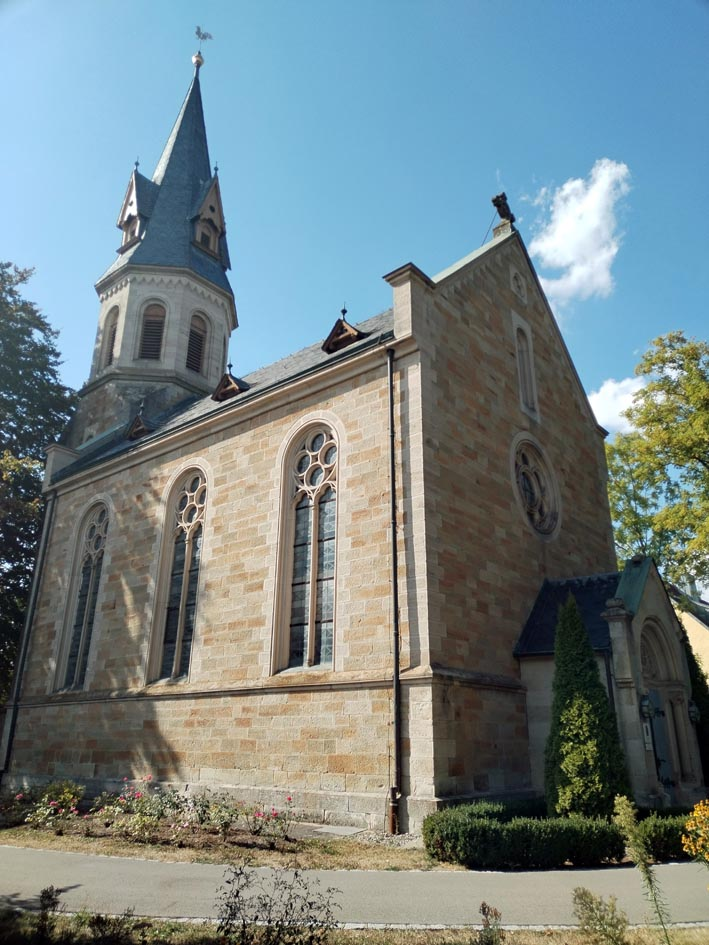
Kirche Peter und Paul

### Gemeindefinanzen
Im Jahr 2019 betrugen die Gemeindesteuereinnahmen 7.701.000 Euro, davon waren 3.573.000 Euro Gewerbesteuereinnahmen (netto).

### Wappen
| | Blasonierung: „In Blau eine schräg gestellte, eingekerbte, von Rot und Silber gevierte Fahne an goldener Lanzenstange.“ |
| Wappenbegründung: Bad Königshofen ist einstiges Königsgut und wird 822 erstmals urkundlich erwähnt. Zusammen mit Gütern der Markgrafen von Schweinfurt kam der Besitz des karolingischen Königsguts im 11. Jahrhundert an das Erzstift Mainz, 1112 an das Hochstift Eichstätt und dann an die Grafen von Henneberg, die 1240 in Königshofen belegt sind. Seit 1354 ist Königshofen im Besitz des Hochstifts Würzburg, bei dem es, abgesehen von einer Verpfändung von 1412 bis zum Ende des 15. Jahrhunderts, bis 1803 verblieb. Kaiser Ludwig der Bayer erhob Königshofen 1315 zur Stadt. Bis 1354 stand in den Siegeln das Wappen der Grafen von Henneberg, eine Henne auf einem Berg. Seit dem Übergang an das Hochstift Würzburg ist die Würzburger Fahne im Siegel zu sehen, das seit 1355 durch Abdruck belegt ist. Aus dem Jahr 1398 ist der Abdruck eines Hauptsiegels überliefert mit drei Zinnentürmen und dem Bischofshaupt im darunter liegenden wimpergartigen Torfeld. Dieses Bild entspricht dem damals beliebten Typus der städtischen Siegel im Territorium des Hochstifts Würzburg. Seit der ersten Hälfte des 16. Jahrhunderts sind farbige Abbildungen des Wappens mit der Hochstiftsfahne belegt. Anfangs ist die Fahne von Rot und Gold geviert. Sie steht in allen späteren Siegeln. Wappenführung seit 14. Jahrhundert (von Siegelführung abgeleitet). | |

### Städtepartnerschaften
- Arlington, Texas, Vereinigte Staaten, seit 1953
- Römhild in Deutschland

Städtefreundschaften gibt es mit Lauda-Königshofen und Gaukönigshofen.
Schulpartnerschaften des Gymnasiums Bad Königshofen bestehen mit Louth (Vereinigtes Königreich), Laon, Montcornet und Rozoy-sur-Serre (alle drei Frankreich) sowie Chianciano Terme (Italien).

### Kommunale Allianz
Die Stadt Bad Königshofen im Grabfeld ist Mitglied in der Kommunalen Allianz Fränkischer Grabfeldgau.

## Kultur und Sehenswürdigkeiten

### Freizeit und Sehenswürdigkeiten

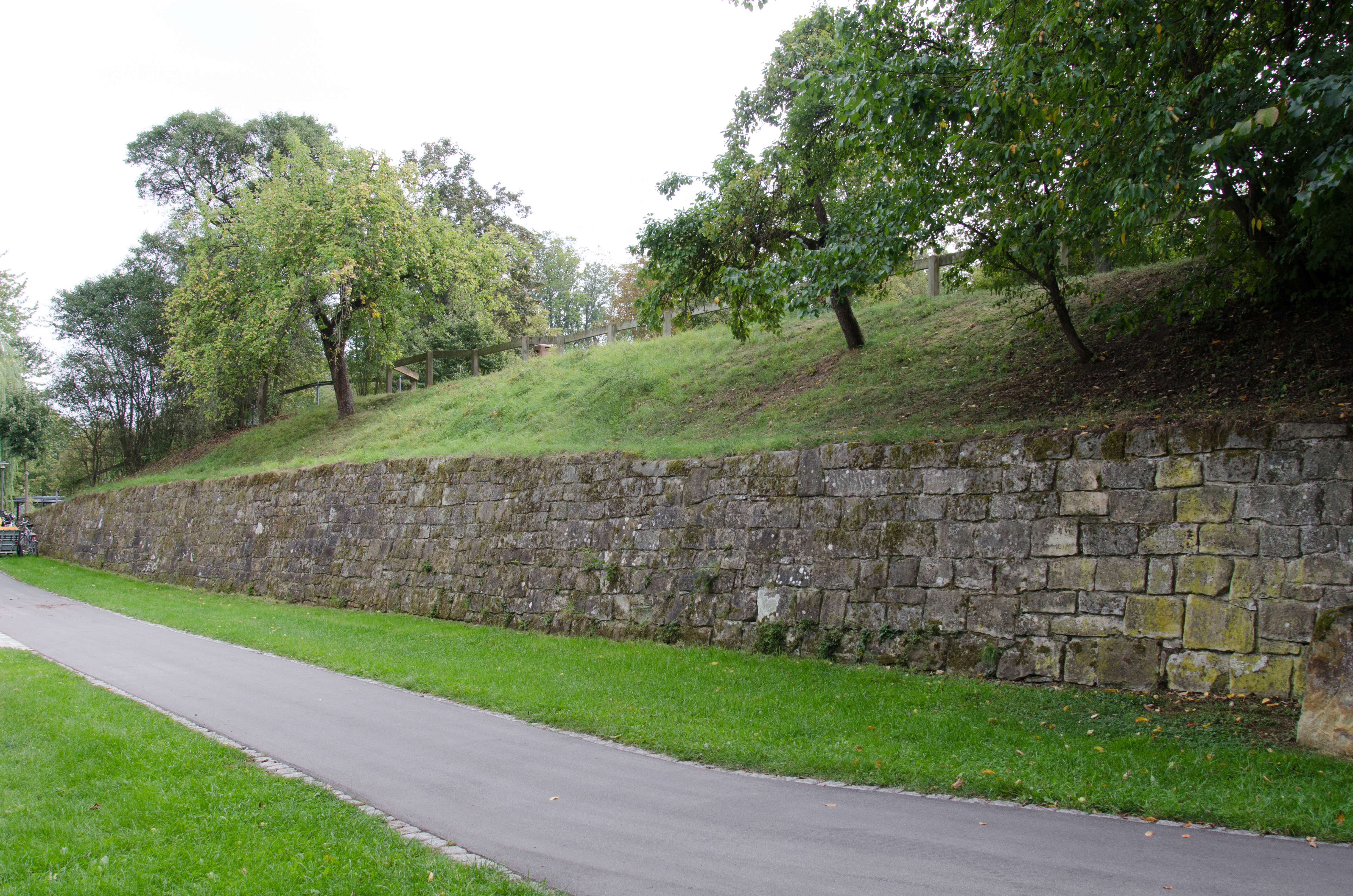
Reste der ehemaligen Festung

- Stadtpfarrkirche Mariä Himmelfahrt
- St. Peter und Paul
- Kloster Königshofen im Grabfeld
- Rathaus in Bad Königshofen
- Die Schranne
- Kulturarsenal Alte Darre

- Festung Königshofen

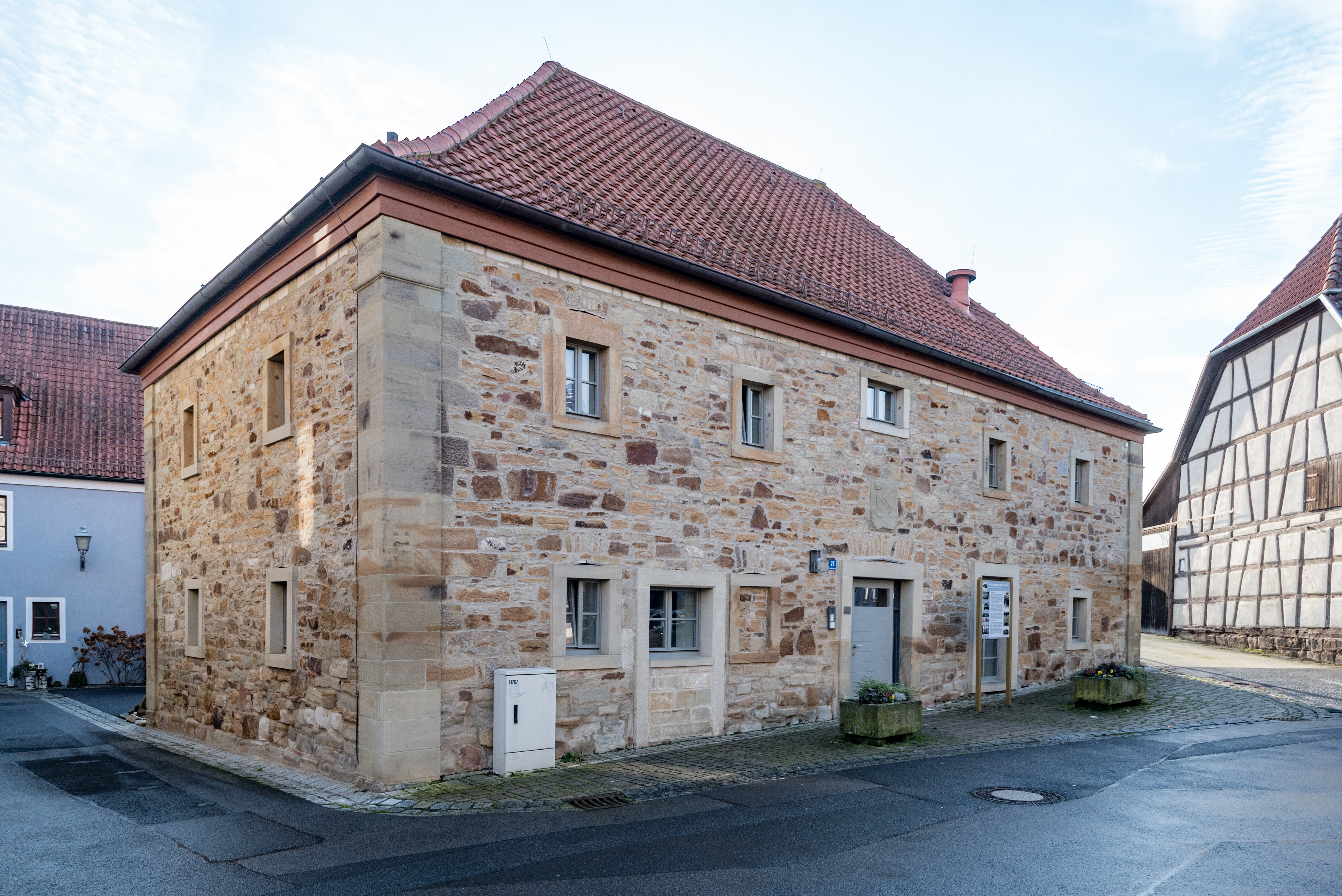
Kulturarsenal Alte Darre

- Stadtsaal Lichtspiele mit Kino, Spielothek und Minigolfanlage[19]
- FrankenTherme mit Heilwassersee[20]
- Märchenwald Sambachshof[21]
- Wallfahrtskirche Mariä Geburt in Ipthausen[22]
- Ipthäuser Voliere[23][24]
- Durch Bad Königshofen führt der Fränkische Marienweg

### Museen
- Museen in der Schranne[25]
  - Archäologisches Museum[26]
  - Museum für Grenzgänger[27]
- Turmmuseum in der Stadtpfarrkirche Mariä Himmelfahrt[28]
- Dorfmuseum im Radlerheim in Untereßfeld[29]

### Jüdischer Friedhof Ipthausen
Im Ortsteil Ipthausen besteht seit 1920 ein Jüdischer Friedhof, auf dem die ansässigen jüdischen Familien aus Königshofen und Umgebung ihre Verstorbenen bestatteten. Ein Mahnmal gegenüber dem Eingang erinnert an jüdisches Leben und die Verfolgung und Ermordung der jüdischen Einwohner in der Shoa.

### Sonstiges

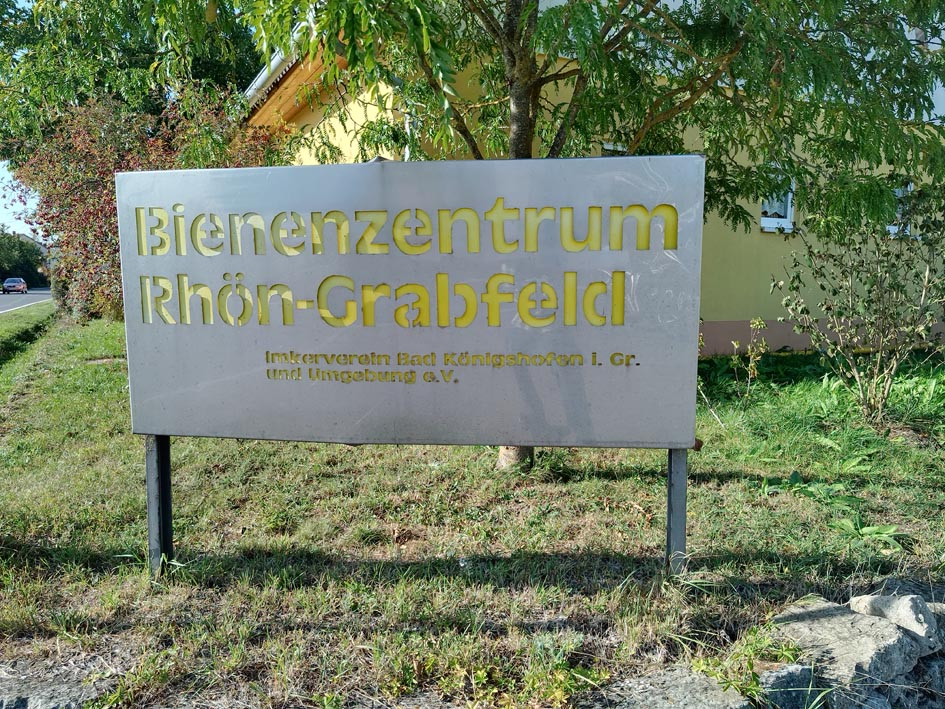
Bienenzentum des Imkervereins

- Das Grabfeld ist ein jährzentrumlich einmal erscheinendes Heimatblatt für Kultur, Geschichte und Brauchtum im Grabfeld
- Der Bote vom Grabfeld ist die örtliche Lokalzeitung. Sie gehört inzwischen zur Main-Post.
- Der Verein Spitalhof e. V. veranstaltet in regelmäßigen Abständen Konzerte mit einheimischen Künstlern, Kulturstammtische usw.
- Nach der Stadt ist der Asteroid „(435950) Bad Konigshofen“ des Hauptgürtels[31] benannt.[32]

## Sport
Der Schachverein SC Bad Königshofen ist dreimaliger deutscher Mannschaftsmeister der Frauen (2014, 2019, 2021).
Die Tischtennisabteilung des TSV Bad Königshofen stieg zur Saison 2017/18 in die Tischtennis-Bundesliga auf.
Die 1. Mannschaft des BC Bad Königshofen spielt in der Saison 2023/24 in der Badminton-Bayernliga-Nord.

## Wirtschaft und Infrastruktur

### Wirtschaft

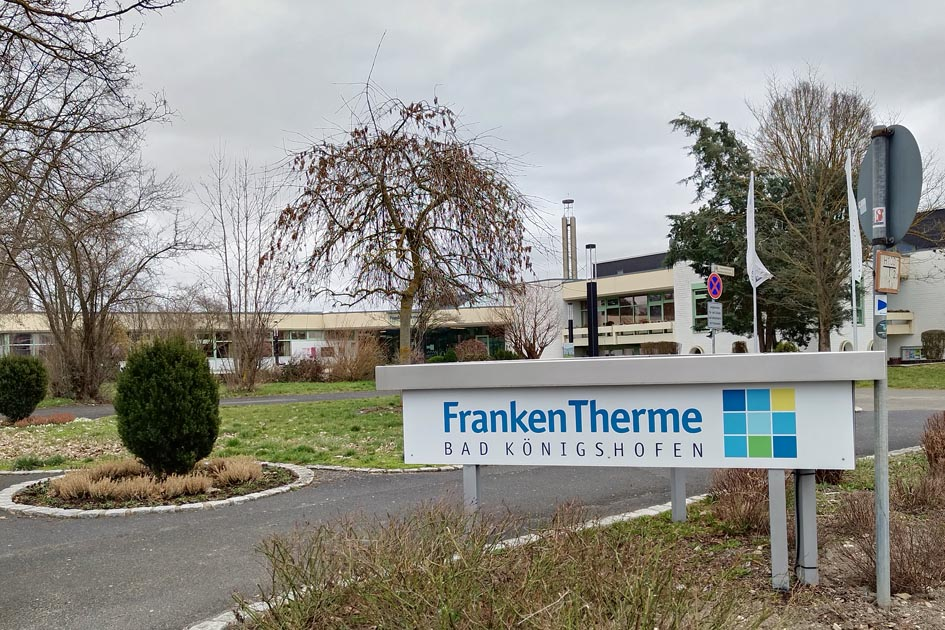
FrankenTherme

Das Kur- und Freizeitzentrum FrankenTherme mit den Heilquellen Urbani und Regius sowie Hotels, Gaststätten und Pensionen sind in der Kurstadt von erheblicher wirtschaftlicher Bedeutung.

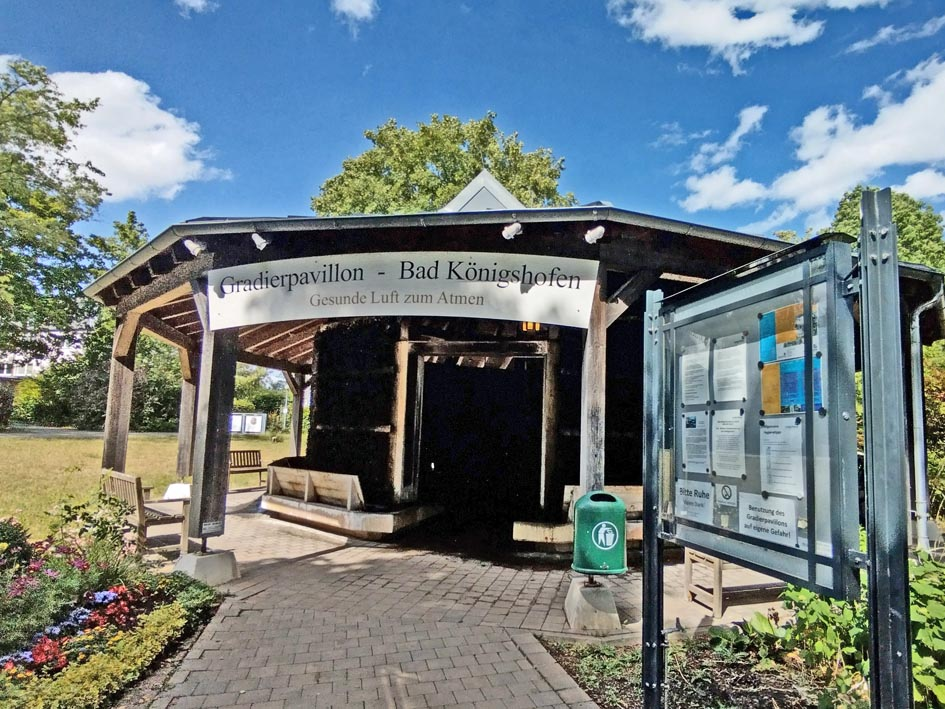
Gradierpavillon

Es gab 2012 nach der amtlichen Statistik im Bereich der Land- und Forstwirtschaft 47, im produzierenden Gewerbe 1159 und im Bereich Handel, Verkehr und Gastgewerbe 404 sozialversicherungspflichtig Beschäftigte am Arbeitsort. In sonstigen Wirtschaftsbereichen waren am Arbeitsort 863 Personen sozialversicherungspflichtig beschäftigt. Sozialversicherungspflichtig Beschäftigte am Wohnort gab es insgesamt 1980. Im verarbeitenden Gewerbe gab es neun Betriebe, im Bauhauptgewerbe acht Betriebe. Im Jahr gab es 105 landwirtschaftliche Betriebe mit einer landwirtschaftlich genutzten Fläche von 4632 Hektar, davon waren 4106 Hektar Ackerfläche und 521 Hektar Dauergrünfläche.

### Verkehr
Die Stadt liegt an der B 279. Bad Königshofen war Endpunkt der 1995 stillgelegten Bahnstrecke Bad Neustadt–Bad Königshofen.
Das Segelfluggelände Bad Königshofen liegt etwa 3,5 km westlich der Stadtmitte.

### Bildung
Es bestehen folgende Bildungseinrichtungen (Stand 2019):
- das „Kinderland Bad Königshofen“ mit Kindertagesstätte und Kindergarten
- drei Volksschulen
- eine Realschule[34]
- ein sprachliches/naturwissenschaftlich-technologisches/humanistisches Gymnasium
- die Berufsfachschule für Musik
- die Kreismusikschule
- die Volkshochschule Rhön und Grabfeld

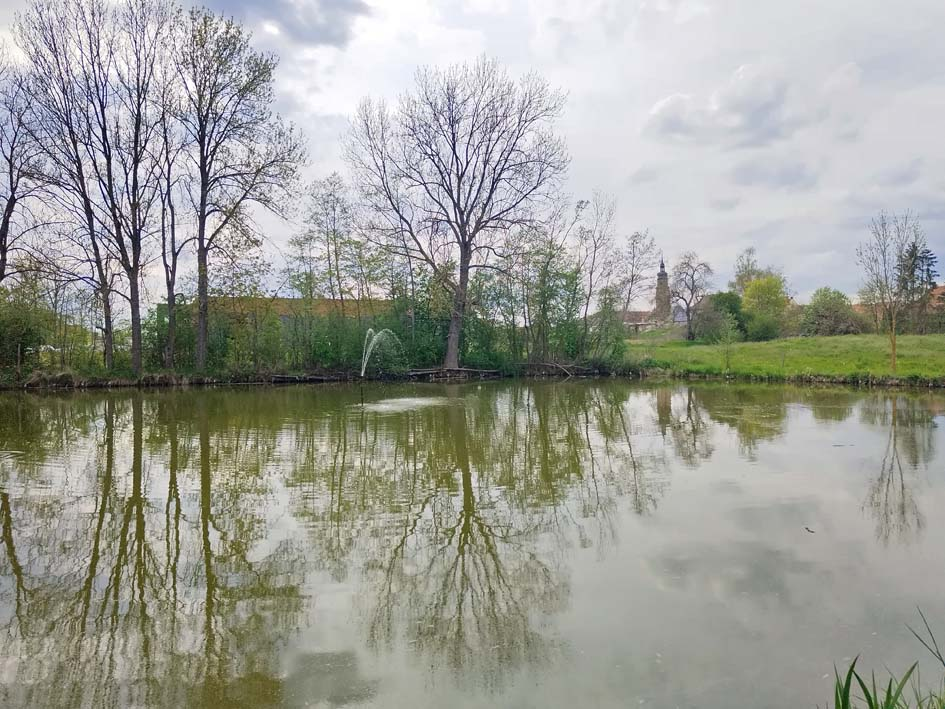
Der Kurgarten von Bad Königshofen

- die Stadtbibliothek

## Persönlichkeiten

### Söhne und Töchter der Stadt
- Valentin Boxberger (1539–1596), Amtmann und Landrichter in Schleusingen
- Caspar Schott (1608–1666), wissenschaftlicher Autor und Pädagoge
- Georg Heydt (1619–unbekannt), Maler
- Benedikt II. Weidenbusch (1632–1672), Benediktinerabt
- Mauritius Johann Vogt (1669–1730), Zisterzienser, Kartograf, Musikwissenschftler
- Ludwig Rousseau (1724–1794), deutscher Chemiker
- Johann Steuerwald (um 1730–1790), Bildhauer und Bildstockmeister
- Karl Albert (1743–1819), Bildhauer des Rokoko[35]
- Franz Peter Sennfelder (1744–1792), Theaterschauspieler
- Anton Müller (1755–1827), praktischer Arzt in Königshofen, erster Psychiater am Würzburger Juliusspital
- Johann Joseph Dömling (1771–1803), Physiologe und Naturphilosoph
- Joel Jakob Julius von Hirsch auf Gereuth (1789–1876), Kaufmann und Bankier
- Balthasar Schlimbach (1807–1896), Orgelbauer
- Kaspar Schlimbach (1820–1903), Orgelbauer des Biedermeier
- Ernst Weber (1873–1948), Pädagoge und Schriftsteller
- Alois Albert (1880–1939), Politiker (BVP), Reichstagsabgeordneter
- Oskar Edler von Kuepach (1881–1946), Verwaltungsjurist
- Sieglinde Hofmann (* 1945), ehemaliges Mitglied der Rote Armee Fraktion
- Jakob Maria Soedher (* 1963), Kriminalschriftsteller, Reisejournalist und Fotograf

### Personen, die mit dem Ort in Verbindung stehen
- Johann Caspar Schlimbach (1777–1861), Orgelbauer
- Bernhard Eschenbach (1767–1852), Orgelbauer
- Friedrich Christian von Deuster (1861–1945), Gutsbesitzer und Politiker, Deuster wurde von der Gemeine zum Ehrenbürger ernannt
- Willy Russ (1888–1974), sudetendeutsche Bildhauer und Keramiker, lebte und starb in Merkershausen
- Leo Walter Hamm (1926–2014), Lehrer, Heimatforscher, Historiker
- Andreas Baader (1943–1977),[36] Terrorist der Rote Armee Fraktion (RAF)
- Barbara Gladysch (* 1940), Mütter für den Frieden

## Literatur

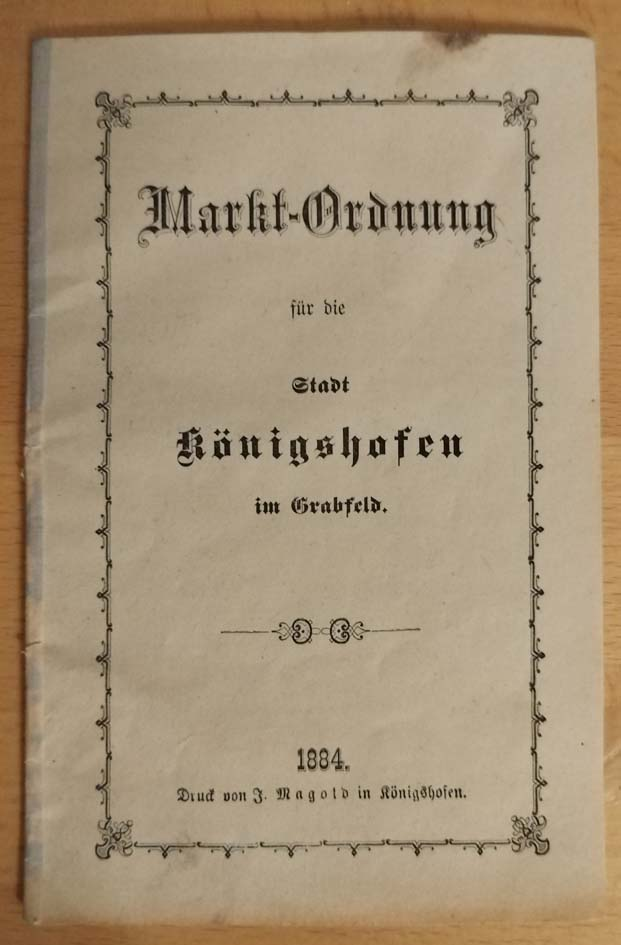
Marktordnung Königshofens von 1884

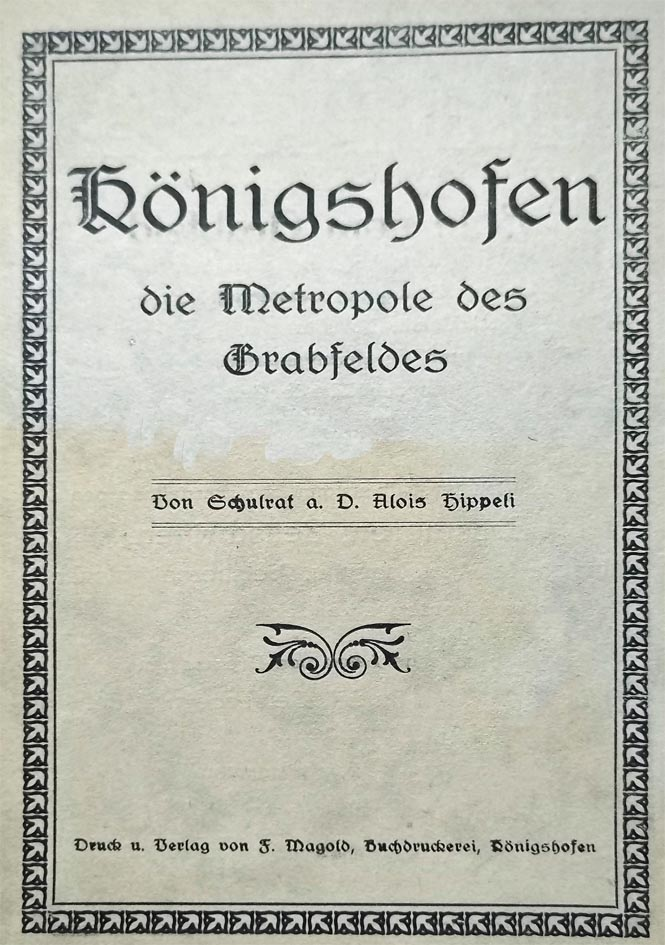
Alois Hippeli „Königshofen“ von 1930

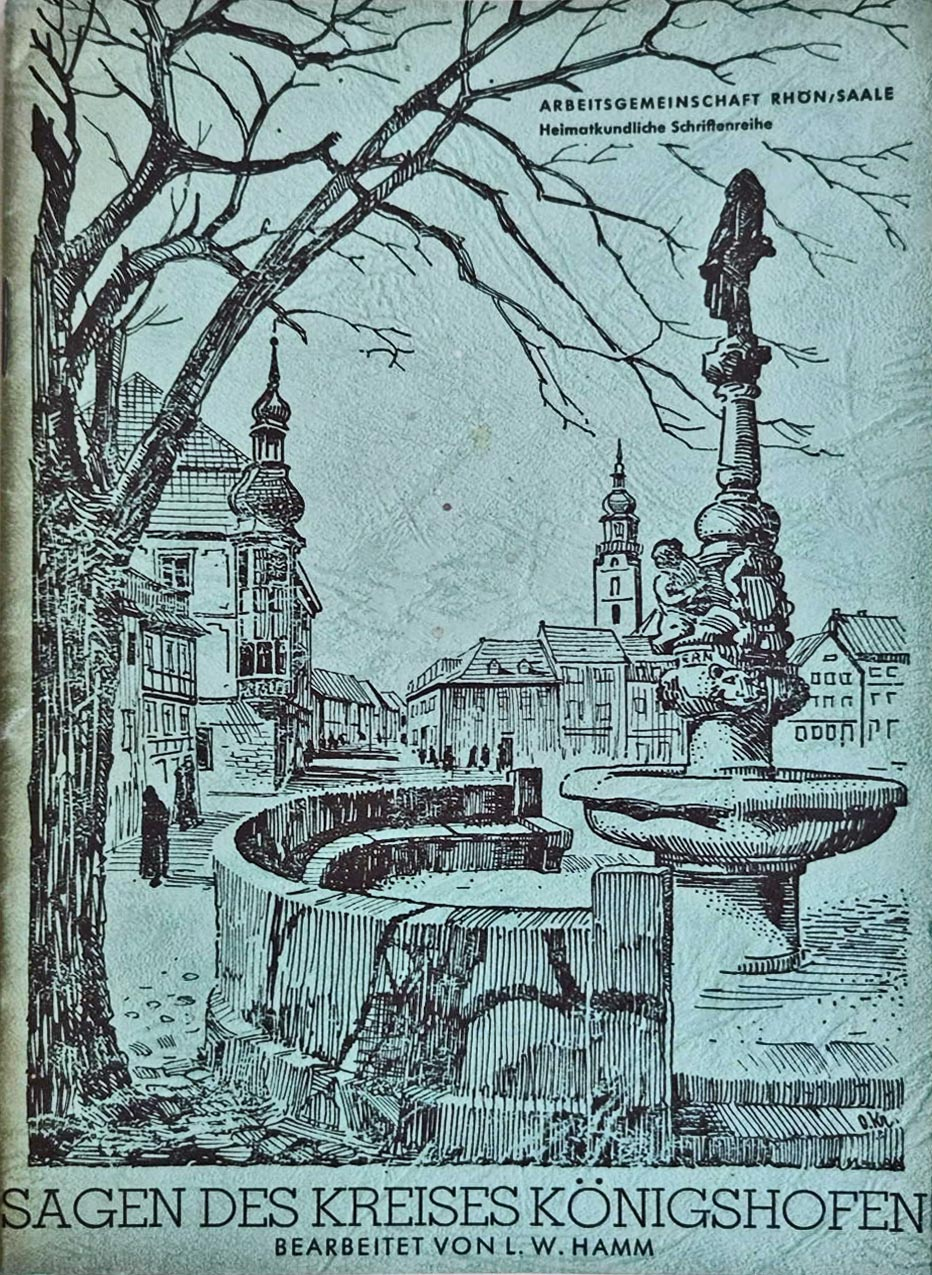
Leo Hamm „Sagen aus Köingshofen“ 1964